# Viktor Lutze
Viktor Lutze (n. 28 decembrie 1890, Bevergern⁠(d), Regatul Prusiei, Imperiul German – d. 2 mai 1943, Potsdam, Germania Nazistă) a fost comandantul Sturmabteilung  („SA”), succedându-i lui Ernst Röhm ca Stabschef. A murit din cauza rănilor suferite în urma unui accident de mașină. Lutze a avut parte de funeralii naționale la Berlin pe 7 mai 1943.

## Primii ani
Lutze s-a născut în Bevergern, Westfalia, în 1890. El s-a înrolat în Armata Germană în 1912 și a obținut un grad de ofițer. A servit în Regimentul 55 Infanterie. În timpul Primului Război Mondial a luptat în Regimentul 369 Infanterie și Regimentul 15 Infanterie Rezervă, pierzându-și un ochi în luptă. Demobilizat după război, Lutze a devenit comerciant și mai târziu s-a alăturat forțelor de poliție.

## Partidul Nazist și SA
Lutze s-a alăturat Partidului Muncitoresc Național-Socialist German (NSDAP; Partidul Nazist) în 1922 și a devenit membru SA în 1923. A devenit un apropiat al lui Franz Pfeffer von Salomon, primul conducător al SA. Împreună, ei au construit structura organizației.
El a colaborat, de asemenea, cu Albert Leo Schlageter în acțiunile de rezistență/sabotaj a ocupației franco-belgiene a zonei Ruhr în 1923. A devenit Gauleiter adjunct pentru Ruhr în 1926. Organizația SA din Ruhr a devenit un model pentru alte regiuni. În 1930 a fost ales ca deputat în Reichstag pe lista NSDAP din Hannover-Braunschweig. În octombrie 1931 el a organizat un mare miting al membrilor SA și SS din Braunschweig (Brunswick) pentru a arăta forța lor în Germania interbelică, precum și loialitatea față de liderul lor, Adolf Hitler. Această demonstrație de forță a avut loc înainte ca Hitler să fie numit cancelar al Germaniei în ianuarie 1933. Peste 100.000 de oameni au participat la mitingul SA-Gruppe Nord, sub conducerea lui Lutze. La miting, membrii SA l-au asigurat pe Hitler de loialitatea lor și Hitler, la rândul său, a mărit dimensiunea SA, creând 24 de noi unități Standarten (formațiuni paramilitare de dimensiunea unui regiment). Hitler n-a uitat niciodată această dovadă de loialitate realizată de Lutze. A fost confecționată o insignă pentru a rememora acest eveniment. Lutze a promovat în funcție și în 1933 a ajuns SA-Obergruppenführer. În martie 1933 a fost numit șef al poliției din Hanovra și mai târziu, guvernatorul provinciei și consilier de stat.

### Înlăturarea lui Röhm
Lutze a jucat un rol important în Noaptea Cuțitelor Lungi (iunie–iulie 1934): l-a informat pe Hitler despre activitățile antiregim desfășurate de Ernst Röhm. În pregătirea procesului de epurare, Heinrich Himmler și adjunctul lui, Reinhard Heydrich, șeful Serviciului de Securitate (SD) al SS, au alcătuit dosare cu dovezi fabricate care sugerau că Röhm plănuia să-l înlăture de la putere pe Hitler. Între timp, Göring, Himmler, Heydrich și Lutze (la indicația lui Hitler) au întocmit liste cu cei care trebuiau să fie lichidați, începând cu șapte funcționari superiori ai SA și continuând cu mai mulți membri ai organizației. Sunt cunoscute numele a optzeci și cinci de victime; cu toate acestea, se estimează că numărul total al celor uciși este de aproximativ 200 de persoane. După epurare Lutze i-a succedat lui Röhm ca Stabschef SA, dar, după Noaptea Cuțitelor Lungi, SA nu a mai avut un rol atât de important ca în perioada de început a partidului. Principalele sarcini ale lui Lutze erau coordonarea unei reduceri a personalului SA, o sarcină dorită de SS și de  forțele armate regulate. La 30 iunie 1934, Hitler i-a transmis lui Lutze o directivă în 12 puncte pentru epurarea și reorganizarea SA.

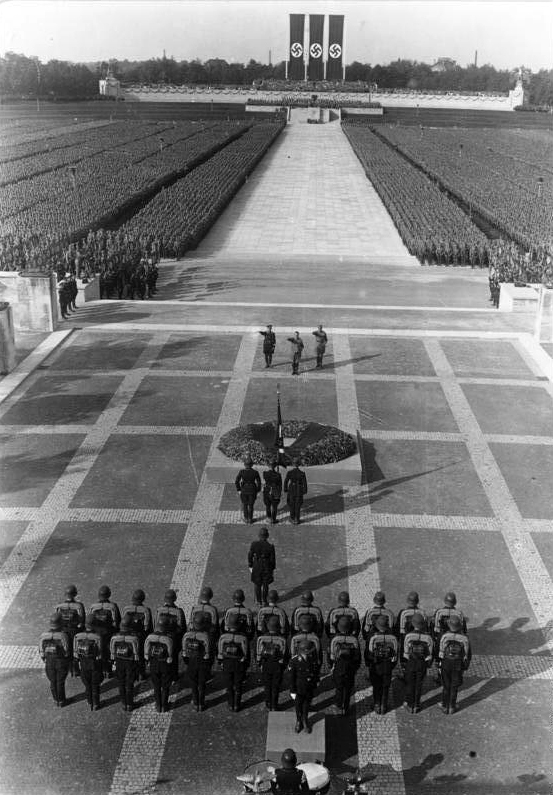
Hitler (în centru, în fața cununei), Lutze (în stânga lui Hitler) și Himmler (în dreapta lui Hitler) executând salutul nazist în fața cenotafului eroilor din Primul Război Mondial la congresul NSDAP de la Nürnberg din 1934.

La Congresul Partidului Nazist de la Nürnberg din septembrie 1934, William L. Shirer l-a observat pe Hitler adresându-se membrilor SA pentru prima dată de la epurare (Hitler a absolvit SA de crimele comise de Röhm). Shirer l-a remarcat, de asemenea, pe Lutze vorbind acolo (Lutze a reafirmat loialitatea SA). Shirer l-a descris pe Lutze ca având o voce stridentă neplăcută și credea că „băieții din SA l-au primit cu răceală”. Filmul Triumful voinței al lui Leni Riefenstahl îi prezintă, cu toate acestea, pe membrii SA adunându-se în jurul lui Lutze atunci când el pleacă după ce și-a rostit discursul de la adunarea de seară. Automobilul său abia poate trece prin mulțime. Singur printre vorbitori (departe de Hitler) Lutze este filmat din unghiuri înguste în timp ce stă singur pe podium. Imaginile filmate de Riefenstahl îi arată doar pe Hitler, Himmler și Lutze mergând către cenotaful eroilor din Primul Război Mondial, unde depun o coroană de flori. Producătorii filmului îi conferă puțin cunoscutului Lutze prestigiul unui conducător al partidului, astfel încât să atragă atenția de la fostul conducător al SA, Ernst Röhm. (Röhm apăruse de multe ori alături de Hitler în ultimul film al lui Riefenstahl de la Congresul Partidului din 1933, Der Sieg des Glaubens, dar filmul a fost retras din circulație. Hitler a ordonat distrugerea tuturor cópiilor după uciderea lui Röhm; filmul este cunoscut astăzi doar datorită unei copii găsite în Marea Britanie în anii 1990.

### Activitatea din străinătate
După Anschluss, Lutze a călătorit în Austria pentru a contribui la reorganizarea organizației SA de acolo.
În septembrie 1938, Stabscheful SA Lutze a călătorit la Passau pentru a-i saluta pe naziștii care se întorceau de la Reichsparteitag din Nürnberg. Lutze a locuit la „Veste Oberhaus” și a profitat de ocazie pentru a-l întâlni pe Johann Nepomuk Kühberger, care a ajutat mai demult la salvarea lui Hitler de la înec în râul Inn. Acum, el era preot și cânta la orgă în catedrala din Passau.
Reintroducerea conscripției militare în 1935 a redus semnificativ dimensiunea forțelor SA. Rolul său cel mai vizibil după epurare a fost asistarea SS în realizarea acțiunilor din Noaptea de cristal din noiembrie 1938. În februarie 1939 Lutze a participat la o paradă a 20.000 de cămăși negre la Roma și apoi a pornit într-un tur al frontierei libiene a Italiei cu Tunisia.

## Moartea și funeraliile lui Lutze
În ianuarie 1939 s-a stabilit oficial că SA avea rolul unei școli de instruire a forțelor armate prin înființarea SA Wehrmannschaften (unitățile militare SA). Apoi, în septembrie 1939, odată cu începerea celui de-al Doilea Război Mondial în Europa, SA a pierdut majoritatea membrilor rămași care au fost mobilizați pentru efectuarea serviciului militar în Wehrmacht (forțele armate). Lutze și-a menținut poziția în organizația SA slăbită până la moartea sa. La 1 mai 1943 conducea o mașină în apropiere de Potsdam cu întreaga sa familie. A intrat într-o curbă cu viteză prea mare și a provocat un accident grav în care el a fost rănit grav, fiica lui mai mare, Inge, a murit și fiica lui mai mică a fost rănită grav. În seara următoare Viktor Lutze a murit în timpul unei operații într-un spital din Potsdam. Rapoartele de știri au susținut că în accident ar fi fost implicat și un alt autovehicul, ascunzându-se publicului informația conducerii nesăbuite. Hitler i-a ordonat lui Joseph Goebbels să transmită condoleanțe soției lui Lutze, Paula, și fiului lor, Viktor Jr. Goebbels, în jurnalele sale, îl descrisese deja pe Lutze ca un om de o „prostie fără margini”, dar la moartea lui a decis că a fost un om cumsecade. Lutze avea vârsta de 52 de ani.
Hitler a ordonat organizarea unor funeralii naționale grandioase în Cancelaria Reich-ului pe 7 mai 1943. Conducătorul nazist a asistat personal, participarea sa la astfel de evenimente fiind foarte rară în acea fază a războiului, și i-a acordat postum lui Lutze cea mai înaltă decorație a Partidului Nazist, Ordinul German, clasa I. Ulterior, Hitler l-a numit pe Wilhelm Schepmann pentru a-i succeda lui Lutze ca Stabschef SA, dar, în acea vreme, organizația era complet marginalizată.

## Decorații și medalii
- Crucea de Fier clasa a II-a, 1914[23]
- Crucea de Fier Clasa I, 1914[23]
- Insigna pentru răniți din argint, 1918[23]
- Crucea de Comandor al Ordinului Meritul Militar (Bulgaria) cu însemne de război, 16 iulie 1918[24]
- Insigna Ziua Partidului de la Nürnberg, 1929[24]
- Crucea de Onoare a Războiului Mondial 1914/1918 cu spade, 1934[23]
- Medalia Anschlussului, 1938[23]
- Medalia Sudetă, 1939[23]

## Viața de familie
Fotografiile găsite de Aliați în casa lui Lutze prezintă un bărbat familist care se bucura să participe la excursii de o zi și să joace tenis de masă.

## Legături externe
| Funcții militare       | Funcții militare                                                  | Funcții militare              |
| ---------------------- | ----------------------------------------------------------------- | ----------------------------- |
| Precedat de Ernst Röhm | Stabschef (șeful statului major) al Sturmabteilung (SA) 1934-1943 | Succedat de Wilhelm Schepmann |